# Myriam Soumaré
Myriam Soumaré (França, 29 d'octubre de 1986) és una atleta francesa, especialista en la prova de 200 m en la qual va arribar a ser campiona europea el 2010.

## Carrera esportiva
Al Campionat Europeu d'Atletisme de 2010 va guanyar la medalla de plata en els relleus 4x100 metres, amb un temps de 42,45 segons, arribant a meta després d'Ucraïna i per davant de Polònia (bronze). També va guanyar la medalla d'or en els 200 metres –amb un temps de 22,32 segons, per davant de la ucraïnesa Ielizaveta Brízhina i la russa Aleksandra Fédoriva– i el bronze en els 100 metres, amb un temps d'11,18 segons que va anar la seva millor marca personal, després de l'alemanya Verena Sailer i la seva compatriota francesa Véronique Mang (plata).
Quatre anys després, al Campionat Europeu d'Atletisme de 2014 va tornar a guanyar la medalla de plata en la mateixa prova, amb el mateix temps de 42,45 segons, arribant a meta després de Regne Unit (or) i per davant de Rússia (plata), sent les seves companyes d'equip: Céline Distel-Bonnet, Ayodelé Ikuesan i Stella Akakpo.